# シクロヘキセン
シクロヘキセン (cyclohexene) は、分子式がC6H10のシクロアルケンの一種である。無色透明の液体で、石油に似た強い特有の悪臭を持つ。光や空気に対して不安定なため長期間保存することができない。使用する直前に蒸留して過酸化物を除去する必要がある。有機化学の初学者が行う実験に、酸触媒でシクロヘキサノールを脱水し、反応混合物から蒸留によってシクロヘキセンを取り出すものがある。シクロヘキセン誘導体は種々の薬品に用いられる。接着剤の溶剤としても使われる。シクロヘキセンに触れると炎症を起こす。消防法による第4類危険物 第1石油類に該当する。

## 生産と用途
シクロヘキセンはベンゼンの部分的な水素化によって得られる。シクロヘキサノールからも得られ、これを脱水素するとシクロヘキサノンも生成する。これはカプロラクタムの前駆体である。シクロヘキセンはアジピン酸、マレイン酸、dicyclohexyladipate、cyclohexeneoxideの前駆体である。さらに、溶媒としても使われる。特有の悪臭と、硫黄分を含まないことから、都市ガスへの付臭剤としても使用される。

### 研究室実験
有機化学初学者向けの実験課題で、蒸留によりシクロヘキセンを反応混合物から除去しながら行う、シクロヘキサノールの酸触媒脱水反応がある。

## 構造
いす形配座を好むシクロヘキサンとは異なり、シクロヘキセンは半いす形配座が最安定である。シクロヘキサンがいす形配座を好むことの一つの基礎は、いす形では環を構成する個々の結合がねじれ形配座を取ることができることである。しかしながら、シクロヘキセンでは、アルケンが平面であり、これはこの結合が重なり形配座を取ることと等価である。